# دیتر آرند
دیتر آرند (انگلیسی: Dieter Arend؛ زادهٔ ۱۴ اوت ۱۹۱۴ - درگذشته نامشخص) قایقران روئینگ اهل آلمان بود.
وی در مسابقات کشوری و بین‌المللی در مجموع برندهٔ ۱ مدال طلا شده‌است.